# Brigade de renseignement et cyber-électronique
Pour les articles homonymes, voir Brens.
La brigade de renseignement et cyber-électronique  (BRCE) est l'unité de l'Armée de terre française chargée de collecter le renseignement militaire utile aux états-majors et aux unités engagées sur les théâtres d'opérations.
Elle a été créée en 1993 sous le nom de brigade de renseignement et de guerre électronique (BRGE), renommée brigade de renseignement en 1998. Elle était basée à Metz jusqu'en 2010. Entre cette même année et sa dissolution en 2016, son état-major ainsi que trois de ses régiments tiennent garnison à Haguenau, dans le Bas-Rhin. 
L'état-major de la brigade de renseignement est dissous le 1er juillet 2016 et remplacé par le commandement du renseignement qui est basé à Strasbourg,.
Elle est recréée en 2024 sous le nom de brigade de renseignement et cyber-électronique (BRCE) et subordonnée au nouveau commandement des actions dans la profondeur et du renseignement (CAPR).

## Composition
- État-major de brigade (EM BRCE) de Strasbourg ;
- 2e régiment de hussards (2e RH) de Haguenau ;
- 44e régiment de transmissions (44e RT) de Mutzig ;
- 54e régiment de transmissions (54e RT) de Haguenau ;
- 785e compagnie de guerre électronique (785e CGE) de Saint-Jacques-de-la-Lande ;
- 151e groupement d'instruction (151e GI) de Verdun.

L'état-major de la brigade est implanté à l'origine au Château de Mercy puis à Montigny-lès-Metz, avant d'être transféré le 1er juillet 2010 au quartier Estienne au sein du camp militaire d'Oberhoffen à Haguenau. La BRENS dispose d’un centre de formation initiale des militaires du rang (CFIM) rattaché à l’état-major. Initialement stationné sur le camp de Bitche (Moselle), le CFIM a depuis été déplacé à Verdun (Meuse). 
Depuis sa réactivation en 2024, l'état-major de la brigade est installé à Strasbourg aux côtés du commandement des actions dans la profondeur et du renseignement au quartier Stirn. 
Le 13e régiment de dragons parachutistes était également attaché à la brigade de renseignement jusqu'en 2002, date à laquelle il a été placé sous le commandement de la brigade des forces spéciales terre (BFST).
Le 61e régiment d'artillerie (61e RA) de Chaumont et le 
28e groupe géographique (28e GG) de Haguenau ont également fait partie de la brigade.

## Missions
La brigade avait pour mission d’entraîner et de mettre sur pied les structures de commandement et les détachements interarmes aptes à fournir une capacité de recherche multi-capteurs du renseignement humain, électromagnétique, image, géographique, au profit de différents prescripteurs tels que la direction du renseignement militaire (DRM), le corps de réaction rapide France (CRR-Fr) et tous les autres états-majors.
Les unités de la brigade sont complémentaires, chacune apportant un moyen de renseignement spécifique.
Le 2e régiment de hussards est le régiment de recherche du renseignement dans la profondeur et de recueil de l’information (renseignement d'origine humaine - ROHUM).
Le 61e régiment d'artillerie est spécialisé dans le recueil de renseignement d’origine image (ROIM) via la mise en œuvre de ses drones de surveillance du champ de bataille. Il rejoint la 19e brigade d'artillerie (au sein du commandement des actions dans la profondeur et du renseignement) en 2024.
Le 28e groupe géographique, spécialisé dans la topographie et la cartographie, est le régiment dédié au renseignement géographique. Il a rejoint la brigade de renseignement en 2009 après la dissolution de la brigade du génie. En 2024, il quitte le giron du renseignement pour retrouver la brigade du génie réactivée.
Le 44e régiment de transmissions est chargé du renseignement d'origine électromagnétique (ROEM) stratégique (à l’échelle d’un continent) et opératif (à l’échelle d’un théâtre d’opération).
Le 54e régiment de transmissions collecte également du renseignement d'origine électromagnétique, mais au niveau tactique (de proximité et au contact).

## Grandes dates
- 1er septembre 1993 : création de la brigade de renseignement et de guerre électronique (BRGE).
- Juillet 1998 : la brigade de renseignement et de guerre électronique (BRGE) devient officiellement la brigade de renseignement (BRENS).
- 30 juin 1999 : dissolution du 7e régiment d'artillerie et du 61e régiment d'artillerie.
- 1er juillet 1999 : recréation du 61e RA, qui reprend les missions du 7e RA, spécialisé dans les drones.
- 28 juin 2000 : création du groupement de recueil de l’information (GRI) à Montigny-lès-Metz.
- 1er juillet 2002 : le 13e RDP quitte la BRENS pour intégrer la brigade des forces spéciales terrestres (BFST).
- Juin 2009 : le 28e groupe géographique rejoint la BRENS à la suite de la dissolution de la brigade de génie.
- Juillet 2009 : le 2e RH est transféré de Sourdun à Haguenau.
- 1er juillet 2010 : l’état-major de la BRENS déménage de Montigny-lès-Metz à Haguenau. Le centre de formation initiale des militaires du rang (CFIM) de Bitche est intégré à la BRENS.
- 1er août 2010 : le 28e GG quitte Joigny pour s’installer à Haguenau. Le GRI étant dissous, ses missions sont transférées au 2e RH.
- 20 novembre 2013 : décoration aux Invalides de l’ensemble des régiments de la brigade pour leur engagement en Afghanistan.
- Janvier 2014 : le centre d’analyse des signaux d’intérêt Terre (CASIT), auparavant affilié au 44e RT, rejoint l’état-major de la BRENS.
- 30 juin 2016 : dissolution de la brigade de renseignement qui devient le 1er juillet le commandement du renseignement et déménage à Strasbourg.
- 4 septembre 2024 : réactivation de la brigade de renseignement et cyber-électronique à Strasbourg.

## Traditions
La brigade de renseignement est placée sous le signe des archanges Raphaël et Gabriel et des Saints Patrons Saint-Georges et Sainte-Barbe. Sa mascotte est Estienne le Hibou grand-duc.

### Insigne
L’insigne de la brigade de renseignement est composé d’un écu bleu (couleur des transmissions), vert (couleur de la cavalerie) et rouge (couleur de l’artillerie), d’un globe terrestre et de foudres. Le globe est surmonté d’un hibou grand-duc. Les deux étoiles placées dans la partie supérieure gauche de l’insigne sont le symbole des brigades.
Sa définition héraldique est la suivante : « Écu français ancien d’azur parti de gueules à la pile renversée de sinople chargé d’un globe terrestre de turquin aux continents de sable broché de quatre éclairs d’or, surmonté d’une chouette de candide et de sable adextrée de deux étoiles à cinq rais d’argent. »

### Devise
« Par Saint-Raphaël, vive le renseignement ! »

## Commandants de l'unité
- 1993-1995 : général Michel Théodoly-Lannes
- 1995-1997 : général Allain Repplinger
- 1997-2000 : général Jean-Pierre Meyer
- 2000-2002 : général Bernard de la Tousche
- 2002-2004 : général Jean-Michel Chéreau
- 2004-2006 : général Patrick Blervaque
- 2006-2008 : général Jean-Paul Fournage
- 2008-2010 : général Dominique-Marie Pinel
- 2010-2012 : général Arnaud Nicolazo de Barmon
- 2012-2014 : général Frédéric Hingray
- 2014-2016 : général Eric Maury